# حباب شیشه
حباب شیشه (انگلیسی: The Bell Jar) رمان شبه‌زندگی‌نامه‌ای سیلویا پلات شاعر آمریکایی است که سال ۱۹۶۳ منتشر شد و تنها رمان او به‌شمار می‌رود. سیلویا پلات این اثر را با نام مستعار «ویکتوریا لوکاس» منتشر و یک ماه پس از آن خودکشی کرد. حباب شیشه شباهت بسیاری با زندگی واقعی پلات دارد و چنین به نظر می‌رسد که تنها اسامی شخصیت‌ها و مکان‌ها تغییر کرده‌اند. اثر به زبان‌های متعدد ترجمه شده و با وجود درونمایهٔ تیره‌اش در دبیرستان‌های کشورهای انگلیسی‌زبان به عنوان متن درسی استفاده می‌شود. حباب شیشه به‌دست گلی امامی به فارسی ترجمه و یک بار با نام «شیشه» و بعدتر با نام «حباب شیشه» منتشر شده‌است.

## سبک و مضامین اصلی
در این رمان با گذشته‌نمایی‌هایی متعددی روبرو هستیم که بخش‌هایی از گذشته استر را نشان می‌دهند. اکثر این فلش بک‌ها دربارهٔ رابطه او با بادی ویلارد هستند. به علاوه خواننده چیزهایی راجع به اوایل دوران دانشگاه او نیز یادمی‌گیرد.
حباب شیشه به سؤال هویت مقبول جامعه می‌پردازد. این اثر به «جویش استر برای خلق هویت خودش» نظر می‌افکند؛ هویتی متعلق به خود نه آنچه «دیگران از او انتظار دارند». انتظار می‌رود استر یک زن خانه‌دار و خودبسنده شود و هیچ راهی برای رسیدن به استقلال ندارد. استر حس می‌کند در مقابل وظایفش در خانه، اسیر است و می‌ترسد وجود درونیش را ازدست بدهد. حباب شیشه به ظلم‌های جامعه مردسالار آمریکا در اواسط قرن بیستم می‌پردازد.

### سلامت روان
استر گرینوود، شخصیت اصلی حباب شیشه، می‌گوید یک حباب شیشه زندگیش را خفه کرده‌است. تحلیل عبارت «حباب شیشه» نشان می‌دهد روان استر با قرارگیری ناگزیر افسردگی بر ذهنش خفه شده‌است. در سراسر رمان، استر دربارهٔ این حباب صحبت می‌کند و به لحظاتی اشاره دارد که حباب شیشه بالا می‌رود و او همه چیز را به وضوح می‌بیند. این لحظات با وضعیت روانی و تأثیر افسردگی او ارتباط دارند. محققان دربارهٔ ذات «حباب شیشه» استر و معنای آن بحث می‌کنند. بعضی معتقدند نوعی تلافی در مقابل سبک زندگی شهری است درحالی که عده ای آن را استانداردهای مدنظر برای زندگی زنان می‌دانند. اما با توجه به ذات زندگی و مرگ سیلویا پلات، نمی‌توان مضمون بیماری روانی را نادیده گرفت.
ارون بک در مقام یک روانپزشک، بیماری روانی استر را بررسی کرد و دو دلیل برای افسردگی او رسید. مورد اول از تجارب آسیب زای اولیه و با مرگ پدرش در ۹سالگی نشئت گرفته‌است. این مسئله از آنجا مشخص می‌شود که استر می‌گوید: «چقدر عجیب که تا به حال به ذهنم خطور نکرده بود که من فقط تا ۹سالگی واقعاً خوشحال بودم.» دلیل دوم به ایدئولوژی‌های کمال گرایانه او برمی گردد. استر زن بسیار موفقی است؛ به دانشگاه رفته، دوران کارآموزی گذرانده و نمرات خیلی خوبی دارد. همین موفقیت، اهداف دور از دسترسی را در ذهن او قرار می‌دهد و وقتی به آن‌ها نمی‌رسد، سلامت روانش آسیب می‌بیند. استر بدین شکل سوگواری می‌کند: «مشکل این بود که تمام این مدت، من کفایت لازم را نداشتم و اصلاً به این مسئله فکر نکرده بودم.»
مشخصا استر گرینوود دچار شکست روانی می‌شود و دست به خودکشی می‌زند و همین موضوع، نیمه دوم رمان را می‌سازد. اما کل زندگی او مملو از نشانه‌های هشدار بوده که منجر به این سقوط غم‌انگیز می‌شوند. رمان با افکار منفی او دربارهٔ تصمیماتش در حال و گذشته آغاز می‌شود. این طرز تفکر همراه با آسیب‌های دوران کودکی و نگرش کمال گرایانه است که منجر به زوال و اقدام به خودکشی می‌شود.
این رمان درمان سلامت روان را در دهه ۱۹۵۰ شرح می‌دهد. پلات از طریق استر به بیان تجارب خود از درمان سلامت روان می‌پردازد. همان‌طور که این اثر به گفتمان فمینیست و چالش‌های نحوه زندگی زنان در دهه ۱۹۵۰ می‌پردازد، یک مطالعه موردی در زمینه تلاش‌های یک زن برای رسیدن به سلامت روان نیز هست.

## شباهت‌های میان زندگی پلات و رمان
این کتاب اشاره‌های متعددی به آدم‌ها و اتفاقات واقعی زندگی پلات دارد. بورسیه پلات برای مجله مادمازل بود که در سال ۱۹۵۳ آغاز شد. فیلمینا گینی بر اساس الیو هیگینز پراتی، حامی خودِ پلات، خلق شده که بودجه بورسیه پلات را برای تحصیل در کالج اسمیت تدارک دید. پلات در دوره ای به استادی فرانک اوکانر در هاروارد پذیرش نگرفت. گمان می‌رود دکتر نولان بر اساس روث بوشه، روان درمانگر پلات، خلق شده باشد که پلات پس از مرخص شدن از بیمارستان، مدام به دیدنش می‌رفت. قسمت‌های زیادی از این بخش رمان شباهت زیادی با تجربه‌های مری جین وارد دارند که در رمان لانه مار آمده‌است. پلات بعدها بیان کرد که نقدهای لانه مار را دیده بوده و به گمانش مردم به دنبال آثار مرتبط با «سلامت روان» بودند، پس عمداً در قسمت اقامت استر در بیمارستان از کتاب وارد کمک گرفت. پلات از بیماران بیمارستان مک لین بود که روش‌های درمانیش با بیمارستان مری جین وارد، تفاوت داشت.
جوآن گرینبرگ در سال ۲۰۰۶ گفت در سال ۱۹۸۶ یکی از زنانی که همراه با پلات در گروه ویراستاران مهمان کالج کار می‌کرده، با او مصاحبه داشته‌است. آن زن ادعا کرده که پلات جزئیات زیادی از زندگی دانشجویان را در حباب شیشه آورده، به طوری که آن‌ها «دیگر نمی‌توانند به چشم یکدیگر نگاه کنند» و این کار پلات، احتمالاً موجب جدایی بسیاری از دانشجویان از همسرانشان شده‌است.
جنت مک کن، جستجوی پلات برای استقلال زنانه را به روانشناسی روان رنجوری خود توصیف شده ارتباط می‌دهد. شوهر پلات در جایی اشاره کرد که شاید نگارش حباب شیشه، پاسخی به سال‌ها درمان با شوک برقی و جراحات حاصل از آن بوده‌است.